# Petrarca Calcio a Cinque
La Società Sportiva Dilettantisticha Petrarca Calcio a 5, è una società di calcio a 5 italiana con sede a Padova.
Tra le società più antiche d'Italia, ha disputato per 21 stagioni consecutive i campionati nazionali. Attualmente milita in Serie A.

## Storia

### I primi anni di attività
Il Petrarca Calcio a Cinque nasce da una costola della Sezione Calcio all'interno della Unione Sportiva Petrarca, nell'ambito del Centro Giovanile Antonianum di Prato della Valle, a Padova. La presidenza è affidata all'ex vicepresidente dell'U.S. Petrarca Calcio Ruggero Pieruz.
Il Petrarca conquista la promozione in Serie B nel 1991, anno in cui vince sia il Campionato regionale di Serie C che la Coppa Italia Regionale. Dopo 6 stagioni in Serie B, il Petrarca conquista la promozione massima serie al termine del campionato 1996-1997, chiuso con 29 vittorie ed 1 pareggio su 30 gare della stagione regolare, guidato dal tecnico romano Fabrizio Rendina. In quella stagione si qualifica per i quarti di finale dei play-off, venendo eliminato dall'Icobit Pescara. Sempre nella stessa stagione, il Petrarca centra anche il migliore piazzamento di sempre in Coppa Italia (all'epoca in versione unica, riservata sia alle società di Serie A che di Serie B), conquistando l'accesso alle semifinali.

### Il periodo della serie A
La prima stagione di Serie A viene chiusa al 6º posto, ai play-off la formazione di Rendina centra le semifinali, eliminata solo dalla Laziooa (6-6 al Brentella, 1-1 a Roma) che poi vincerà il suo primo scudetto. L'annata successiva segna per i padovani il miglior risultato di sempre, con la seconda posizione in classifica, alle spalle solo dei futuri campioni d'Italia del Torino. Ai play-off la squadra viene eliminata ai quarti di finale dalla BNL.
La stagione 1999-00 comincia molto male, tant'è che ai primi di gennaio il tecnico Treggia viene sostituito con l'iberico Jesús Velasco (l'anno precedente campione d'Italia con il Torino): arriveranno 29 punti nelle 14 gare restanti, con un 9º posto finale, ai play-off sarà ancora la BNL a concludere la stagione bianconera, sempre ai quarti di finale.
Nonostante l'ottima seconda fase del torneo (nella quale la formazione petrarchina conquista lo stesso numero di punti del Genzano, poi campione d'Italia) al termine dell'annata si interruppe il rapporto con il tecnico Velasco. Al Petrarca arriva quindi lo spagnolo Miguel Rodrigo, che guiderà il Petrarca per le successive tre annate.
Nella prima, 2000-01 arriva un 9º posto finale dopo un ottimo avvio. Ai play-off però ancora una volta la BNL Roma interrompe il cammino dei bianconeri, ancora una volta ai quarti di finale. Nella seconda annata di Rodrigo il Petrarca centra il 6º posto finale, per poi essere eliminato ai play-off per la 4ª stagione di fila dalla BNL Roma nei quarti di finale. La terza stagione di Rodrigo, 2002-2003, si chiude con l'11º posto e la retrocessione ai play-out, con la sconfitta contro il San Paolo Pisa.

### I campionati di serie A2 e serie B
Dopo le stagioni trascorse in Serie A, la formazione bianconera ha partecipato a 2 Campionati di Serie A2 (2003-2005) e 7 Campionati di Serie B (2005-2012). La formazione bianconera si è contraddistinta per i giovani padovani cresciuti nel vivaio. Il miglior risultato è il 4º posto in Serie B della stagione 2005-2006.

### Il ritorno nelle categorie regionali
Dal 2012 al 2017 il Petrarca Calcio a Cinque milita nei Campionati Regionali, dopo 21 partecipazioni ininterrotte ai campionati nazionali. Il miglior risultato è il 9º posto della stagione 2013-2014. Il 30 aprile 2016, vince, contro l'A-Team di Arzignano, la Veneto Futsal Cup. La gara si conclude con il punteggio di 1-0 (rete di Daniele Turiaco). In Semifinale il Petrarca aveva eliminato il Vicinalis (0-0, poi 3-1 ai rigori).

### La rinascita
Nella stagione 2016-2017 il Petrarca conquista l'en plein, vincendo il Campionato, la Coppa Italia Regionale, la Coppa Italia Nazionale e la Futsal Veneto Cup.
L'8 gennaio 2017 vince, contro l'Altamarca, la Coppa Italia. La gara si conclude con il punteggio di 8-4 (con reti di Parise, 3, Ortega, 2, Felipe, 2, Sapia). In Semifinale il Petrarca aveva eliminato il Luna Thiene per 5-2, mentre nei Quarti di Finale aveva superato lo Sporting Castello per 6-2. 
Il 3 marzo, ottiene, contro l'Ateam Arzignano, la matematica promozione in Serie B. La gara si conclude con il punteggio di 7-1. 
Il 2 aprile vince la Coppa Italia Nazionale, superando in Finale la Virtus Aniene per 4-1 (reti di Ortega 2, Digao e Turiaco), dopo avere superato in Semifinale per 6-2 il Mascalucia.
Il 7 maggio conquista la Futsal Veneto Cup superando per 7-2 in Finale il Padova (reti di Cleber 2, Turiaco 2, Digao, Maiorino, Ortega), dopo aver superato per 6-2 l'Ateam Arzignano in Semifinale.
Nel corso dell'annata la formazione del Petrarca ha ottenuto 36 vittorie e 4 pareggi in 40 gare ufficiali, conservando l'imbattibilità, fatto mai accaduto in precedenza nella storia del club.
L'estate 2017 segna importanti colpi di mercato, tra i quali l'ex pallone d'oro Adriano Foglia e Lucas Maina, come allenatore viene scelto l'esperto Luca Giampaolo. A settembre arriva la vittoria nella Supercoppa del Veneto. Nonostante il primo posto in classifica a grande distanza dalle avversarie, nel mercato invernale i patavini si rinforzano ulteriormente con gli acquisti dalla massima serie di Chinchio e Terenzi.
Nel mese di marzo il Petrarca vince sia il Campionato di Serie B, conquistando la Promozione in Serie A2, che la Coppa Italia di Serie B. La vittoria del Campionato arriva al termine della vittoriosa gara con il Cornedo (4-1 con reti di Maina, 2, Ortega e Turiaco). La Coppa Italia, disputata a Padova, vede il Petrarca superare nei Quarti di Finale il Genova per 5-2 (Maina, Terenzi, Foglia, Ortega, Cleber), poi il Cobà ai rigori per 5-3 (Cleber e Maina; Foglia Cleber e Maina ai rigori) e la Virtus Aniene in Finale per 3-2 (3 reti di Foglia).
Nell'estate 2018 la squadra viene totalmente rivoluzionata. Arrivano 10 giocatori nuovi e il Petrarca vince anche il Campionato di Serie A2, tornando in Serie A dopo 16 stagioni, nell'anno in cui festeggia il 30º anno della sua storia.

## Cronistoria
| Cronistoria del Petrarca Calcio a Cinque |
| --- |
| - 1989 · Fondazione del Petrarca Calcio a Cinque, come sezione dell'U.S. Petrarca Calcio 1912. - 1989-90 · 2ª nel girone A di Serie C Veneto. 3ª ai play-off promozione. - 1990-91 · 1ª in Serie C Veneto. Promossa in Serie B. Vince la Coppa Italia regionale (1º titolo). - 1991-92 · 8ª nel girone A di Serie B. - 1992-93 · 7ª nel girone A di Serie B. - 1993-94 · 5ª nel girone A di Serie B. - 1994-95 · 3ª nel girone A di Serie B. - 1995-96 · 4ª nel girone A di Serie B. - 1996-97 · 1ª nel girone A di Serie B. Promossa in Serie A. 1ª fase play-off scudetto. - 1997-98 · 6ª in Serie A. Semifinalista play-off scudetto. Ottavi di finale di Coppa Italia. - 1998 · Scissione dal U.S. Petrarca Calcio 1912, assume la denominazione Petrarca Futsal. - 1998-99 · 2ª in Serie A. Quarti di finale play-off scudetto. Sedicesimi di finale di Coppa Italia. - 1999-00 · 9ª in Serie A. Quarti di finale play-off scudetto. Quarti di finale di Coppa Italia. - 2000-01 · 10ª in Serie A. Quarti di finale play-off scudetto. Ottavi di finale di Coppa Italia. - 2001-02 · 6ª in Serie A. Quarti di finale play-off scudetto. Quarti di finale di Coppa Italia. - 2002-03 · 12ª in Serie A. Retrocessa in Serie A2. Sconfitta ai play-out. Quarti di finale di Coppa Italia. - 2003 · Ritorna alla denominazione Petrarca Calcio a Cinque. - 2003-04 · 12ª nel girone A di Serie A2. Vince i play-out. 1ª fase di Coppa Italia di Serie A2. - 2004-05 · 12ª nel girone A di Serie A2. Retrocessa in Serie B. Sconfitta ai play-out. Ottavi di finale di Coppa Italia di Serie A2. - 2005-06 · 4ª nel girone B di Serie B. ? in Coppa Italia di Serie B. - 2006-07 · 9ª nel girone B di Serie B. 1ª fase di Coppa Italia di Serie B. - 2007-08 · 10ª nel girone B di Serie B. Vince i play-out. 1ª fase di Coppa Italia di Serie B. - 2008-09 · 11ª nel girone B di Serie B. Retrocessa in Serie C1, viene ripescata. 1ª fase di Coppa Italia di Serie B. - 2009-10 · 9ª nel girone B di Serie B. 1ª fase di Coppa Italia di Serie B. - 2010-11 · 11ª nel girone A di Serie B. Retrocessa in Serie C1, viene ripescata. - 2011-12 · 13ª nel girone B di Serie B. Retrocessa in Serie C1. - 2012-13 · 9ª in Serie C1 Veneto. - 2013-14 · 10ª in Serie C1 Veneto. - 2014-15 · 13ª in Serie C1 Veneto. Retrocessa in Serie C2, viene ripescata. - 2015-16 · 10ª in Serie C1 Veneto. Vince la Veneto Futsal Cup (1º titolo). - 2016-17 · 1ª in Serie C1 Veneto. Promossa in Serie B. Vince la Coppa Italia regionale (2º titolo). Vince la fase nazionale di Coppa Italia regionale (1º titolo). Vince la Veneto Futsal Cup (2º titolo). - 2017-18 · 1ª nel girone B di Serie B. Promossa in Serie A2. Vince la Coppa Italia di Serie B (1º titolo). 2º turno di Coppa della Divisione. Vince la Supercoppa del Veneto (1º titolo). - 2018-19 · 1ª nel girone A di Serie A2. Promossa in Serie A. 2º turno di Coppa Italia di Serie A2. Ottavi di finale di Coppa della Divisione. - 2019-20 · 12ª in Serie A. 2º turno di Coppa della Divisione. - 2020-21 · 4ª in Serie A. Quarti di finale play-off scudetto. Turno preliminare di Coppa Italia. - 2021-22 · 3ª in Serie A. Quarti di finale play-off scudetto. Semifinalista di Coppa Italia. - 2022-23 · 14ª in Serie A. Retrocessa in Serie A2 Élite. 2º turno di Coppa Italia. Quarti di finale di Coppa della Divisione. - 2023-24 · 1ª nel girone A di Serie A2 Élite. Promossa in Serie A. Vince la Coppa Italia di Serie A2 Élite (1º titolo). 2º turno di Coppa della Divisione. - 2024-25 · 14ª in Serie A. Retrocessa in Serie A2 Élite. Sconfitta ai play-out. Fase a gironi di Coppa della Divisione. |

## Allenatori
- 1989-1990 · ?
- 1990-1991 · ?
- 1991-1994 ·  Lucio Ulgelmo
- 1994-1996 ·  Franco Gobbetti
- 1996-1998 ·  Fabrizio Rendina
- 1998-1999 ·  Fabrizio Rendina,  Claudio Treggia
- 1999-2000 ·  Claudio Treggia,  Jesús Velasco
- 2000-2003 ·  Miguel Rodrigo
- 2003-2004 ·  Claudio Alves,  Roberto Quaranta,  Luigi Regondi,  Andrea Urbisaglia
- 2004-2005 ·  Andrea Urbisaglia,  Alberto Carobbi,  Roberto Prendato
- 2005-2006 ·  Ugo Franceschini
- 2006-2008 ·  Leonardo Calmonte
- 2008-2009 ·  Leonardo Calmonte,  Antonio Candeo
- 2009-2015 ·  Alberto Rodríguez
- 2015-2016 ·  Diego Giacon
- 2016-2017 ·  Ugo Franceschini,  Diego Giacon
- 2017-oggi ·  Luca Giampaolo

## Presidenti
- 1989-2003 ·  Ruggero Pieruz
- 2003-oggi ·  Paolo Morlino

## Sponsor
- 1994-1996 ·  Pegaso Corriere Espresso
- 1996-2000 ·  Slc Rinaldi Chimica per l'Edilizia
- 2000-2002 ·  Spanesi Autoattrezzature
- 2002-2005 ·  Rampin Impianti Elettrici
- 2005-2007 ·  Spanesi Autoattrezzature
- 2007-2010 ·  Ati Compressori
- 2008-2014 ·  Incap Caramelle
- 2015-2020 ·  Italian Coffee Cialde e Capsule
- 2020-2022 ·  Syn-Bios
- 2023-oggi ·  Vinumitaly

## Sponsor tecnico
- 1991-1994 ·  Essegi
- 1994-1995 ·  Gems
- 1995-1996 ·  Adidas
- 1996-1999 ·  Lotto Sport
- 1999-2000 ·  Macron
- 2000-2001 ·  Hummel
- 2001-2002 ·  Legea
- 2002-2004 ·  Erreà
- 2004-2005 ·  Diadora
- 2005-2017 ·  Lotto Sport
- 2017-oggi ·  Frankie Garage

## Il campo da gioco
Il Petrarca ha giocato dal 1989 al 1991 al Tre Pini di Prato della Valle, successivamente dal 1991 al 1996 nella palestra di Via Cardan. Dal 1996 al 1999 e dal 2003 al 2010 il campo da gioco è stato il Palasport Brentella, mentre dal 1999 al 2003 le gare interne sono state disputate presso il Palasport San Lazzaro di via Ponticello. Dal 2010 il Petrarca disputa ininterrottamente le gare interne presso la Palestra Gozzano, sita in Via Gozzano in zona Guizza di Padova. Nella stagione 2020-2021 il Petrarca ha giocato tutto il Campionato di Serie A al PalaEste di Este, tranne la gara della 1ª giornata, disputata a Salsomaggiore Terme, e la gara dei Quarti di Finale dei Play-Off, a Bassano del Grappa.

## Statistiche
Aggiornamento al 3 marzo 2017.
Complessivamente il Petrarca Calcio a Cinque ha disputato 804 gare ufficiali in campionato, di cui 403 in casa e 401 in trasferta.
Ha ottenuto complessivamente 374 vittorie, 157 pareggi e 273 sconfitte.
Venerdì 3 Febbraio 2017 il Petrarca ha festeggiato il traguardo delle 800 gare ufficiali tra Serie A, A2, B e C1.

## Palmarès

### Competizioni nazionali
- Campionato di Serie A2: 1

2018-2019 (girone A) 2023-2024 (girone A)
- Campionato di Serie B: 2

1996-1997 (girone A), 2017-2018 (girone B)
- Coppa Italia di Serie B: 1

2017-2018
- Coppa Italia regionale (fase nazionale): 1

2016-2017

## Settore giovanile
La società dispone di un settore giovanile che ha conquistato per 3 volte il titolo regionale under-21, per 4 volte il titolo regionale juniores, per 5 volte la Coppa Veneto juniores, per 3 volte il titolo regionale allievi, per 3 volte la Coppa Veneto allievi, per 2 volta il titolo regionale giovanissimi e per 4 volte la Coppa Veneto giovanissimi. Inoltre ha partecipato per 2 volte alla Final Four di Coppa Italia under-21, per 2 volte alle finali nazionali juniores e per 1 volta alla Final Eight nazionale allievi.